# Azoudange
 Azoudange  es una comuna  y población de Francia, en la región de Lorena, departamento de Mosela, en el distrito de Sarrebourg y cantón de Réchicourt-le-Château.
Su población en el censo de 1999 era de ciento seis habitantes.
Está integrada en la Communauté de communes du Pays des Étangs .

## Demografía
| 203 | 182 | 154 | 123 | 103 | 106 |
| Para los censos de 1962 a 1999 la población legal corresponde a la población sin duplicidades (Fuente: INSEE [Consultar]) |     |     |     |     |     |